# Тегбесу
Тегбесу (д/н — 17 травня 1774) — 7-й ахосу (володар) Дагомеї в 1740—1774 роках. Відомий також як Босса Ахаді. Його головним символом був буйвол, одягнений у туніку, що відповідав прислів'ю «Одягненого буйвола важко роздягнути».

## Життєпис
Походив з династії Алладаксону. Син ахосу Агаджи і Ханджіле, жриці культу вуду. Брав участь у походах батька. 1730 року за умовами мирної угоди між Дагомеєю і Ойо Тегбесу було відправлено заручником до двору останньої.
1740 року після смерті батька Тегбесу став претендувати на трон, оскільки офіційний спадкоємець (відашо) Зінга помер перед тим. У боротьбі з іншими братами Тегбесу здобув перемогу.
Зосередився на зміцнення власної влади, оскільки під час боротьби за трон місцеві вожді намагалися поновити незалежність, з якими воював майже усе своє панування. Також провів адміністративні та політичні реформи.
Повернув столицю до Абомея, призначивши в Алладі свого намісника (чача). В Абомеї відремонтував та розширив палацовий комплекс ахосу. Тегбесу збільшив кількість дружин короля, щоб встановити широкі родинні зв'язки з усіма знатними родами Дагомеї. За прикладом Ойо вперше призначив меху (на кшталт першого міністра) та мігана (верховного суддю і ката). 1745 року запровадив посаду йєвогана, що тепер відповідав за торгівельні стосунки з усіма європейськими державами (замість окремих посадовців для кожної країни, що діяли перед тим).
Запровадив посаду кподжито (матері-леопарда), що відповідала титулу королеви-матері в Європі. Нею стала Ханджіле, що активно поширювала культу вуду в державні, внаслідок чого він став головним.
Провів військову реформу, вперше сформувавши загін, озброєних вогнепальною зброєю. Завершив створення загонів з жінок (агододжіє).
Торгівля рабами значно зросла за час панування Тегбесу, забезпечивши більшу частину прибутків його скарбниці. Тому приділяв значну увагу щодо контролю за областями біля європейських факторій на Невільницькому березі. Проте в останні роки правління Тегбесу держава Ойо почала обмежувати торгівлю рабами через Дагомею і направляти їх в інші порти або стягувати високі мита та данину з дагомейських работоргівців. Дефіцит став настільки значним, що Тегбесу був змушений продати власних рабів (деві), щоб підтримувати торгівлю.
Помер 1774 року, при похованні було вбито 285 його дружин. Йому спадкував брат Кпенгла.